# Haus Schmidt

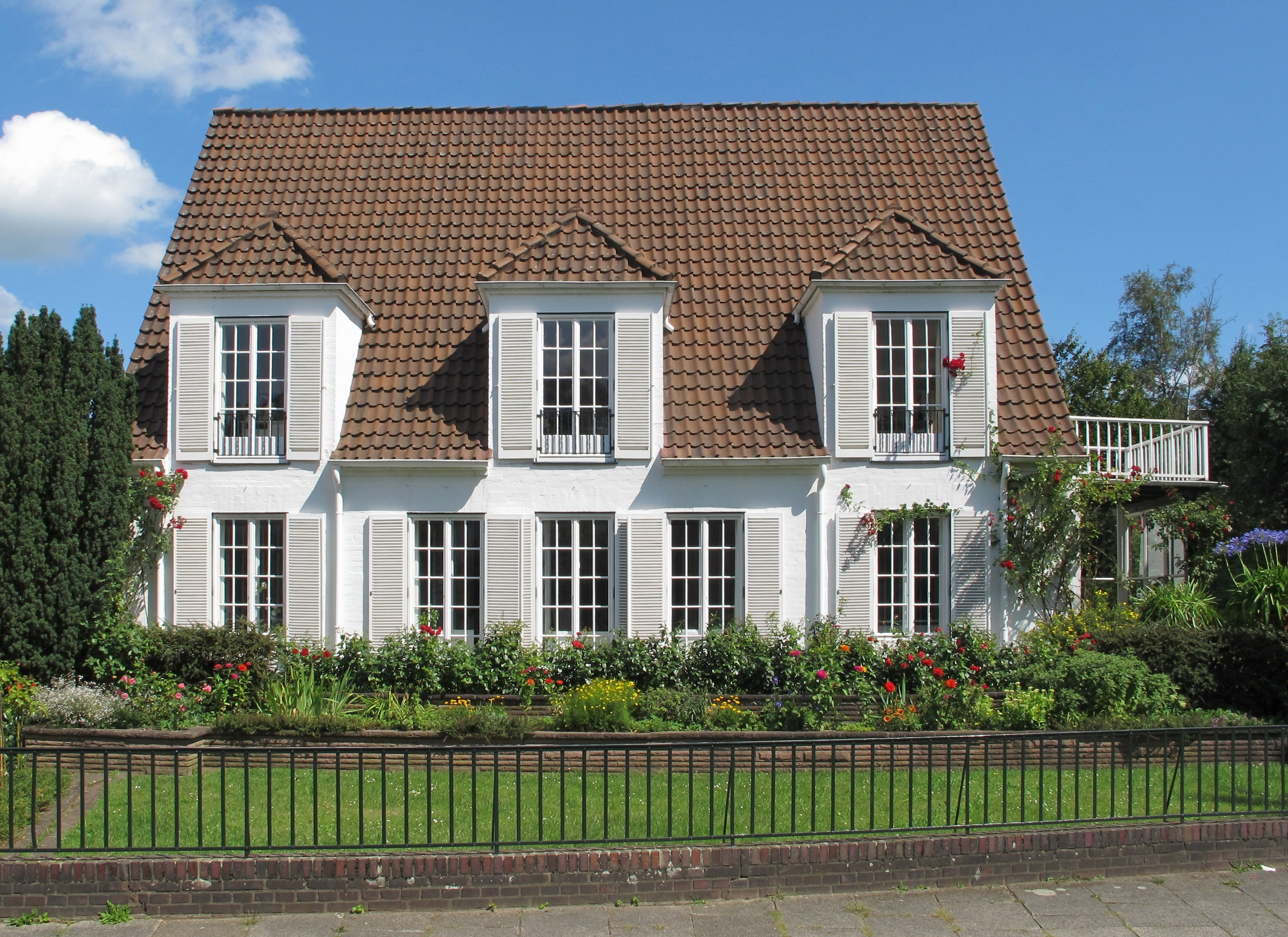
Haus Schmidt

Das Haus Schmidt befindet sich in Bremen, Stadtteil Schwachhausen, Ortsteil Bürgerpark, Arnold-Böcklin-Straße 14. Das Wohnhaus entstand 1951 nach Plänen von Julius Schulte-Frohlinde. Es steht seit 1992 unter Bremer Denkmalschutz.

## Geschichte
Das eingeschossige, rechteckige, verputzte Haus mit dem Satteldach und den drei prägenden Zwerchgiebeln wurde 1951 für den Kaufmann Adolf Fr. Schmid gebaut.

Der in Bremen geborene; bedeutende Architekt Schulte-Frohlinde prägte bis 1952 die Nachkriegsentwicklung des Bauens in Bremen. Von ihm stammen in Bremen auch u. a. die Entwürfe für Café Jacobs (Obernstraße 20, 1950–2018) und Waller Kirche (1952/56).
Heute ist das Haus der Sitz der Gerd Schmidt Stiftung sowie der Deutschen KlimaStiftung.